# Doraemon nel paese preistorico
Doraemon nel paese preistorico (ドラえもん のび太の恐竜?, Doraemon - Nobita no kyōryū, lett. Doraemon - Il dinosauro di Nobita) è un film d'animazione del 1980 diretto da Hiroshi Fukutomi.
È il primo film, del genere giapponese d'animazione per bambini (kodomo), tratto dalla serie Doraemon di Fujiko F. Fujio.

## Trama
Nobita trova, per caso, un uovo di dinosauro fossilizzato e con l'aiuto degli oggetti di Doraemon, cova l'uovo, iniziando poi ad allevarlo. Dall'uovo nasce un cucciolo di plesiosauro e il piccolo viene battezzato con il nome di "Piske". Sapendo che non possono tenere l'animale per sempre, Nobita è costretto a ritornare indietro nel tempo, alla preistoria, dove un gruppo di cacciatori del futuro minaccia di mettere in pericolo i dinosauri. Determinato a salvarli dalle grinfie dei cacciatori, Doraemon e la sua banda ritorna nel passato per un'avventura preistorica.

## Colonna sonora

### Sigle
| Giappone | Giappone                            | Giappone                  |
| Tipo     | Titolo                              | Cantante                  |
| -------- | ----------------------------------- | ------------------------- |
| Opening  | Boku Doraemon (ぼくドラえもん?)     | Nobuyo Ōyama, Kōrogi '73  |
| Ending   | Pocket no naka ni (ポケットの中に?) | Nobuyo Ōyama, Young Fresh |

## Distribuzione
Il film è stato proiettato per la prima volta nelle sale cinematografiche giapponesi il 15 marzo 1980. In Italia, il film è stato pubblicato da Yamato Video e trasmesso nel 1985 su Euro TV, Odeon TV, Junior TV.
Nel 2006, il film è stato oggetto di un remake intitolato Doraemon - The Movie: Il dinosauro di Nobita.